# Vaitiare Bandera
Vaitiare Hirshon-Asars (sinh ra Vaitiare Eugenia Hirshon; ngày 15 tháng 8 năm 1964), trước đây gọi là Vaitiare Bandera, là một nữ diễn viên đến từ Hoa Kỳ.

## Sự nghiệp
Vaitiare là người phát ngôn gốc Tây Ban Nha cho Miller Beer từ năm 1993 đến năm 1995. Bà cũng đã thực hiện quảng cáo cho McDonalds, Cox Communications JC Penney, Toyota, Coors Dry, Caroche Jeans ở Tây Ban Nha và Honda ở Tahiti. Bà đóng vai chính trong tiểu thuyết tiếng Tây Ban Nha Agujetas de Color de Rosa, được nhìn thấy ở 45 quốc gia. Bà cũng từng làm khách mời trong Married... with Children, Out of the Blue và Acapulco HEAT. Bà cũng có một vai trong bộ phim Thống chế Hoa Kỳ. Vai diễn nổi tiếng nhất của Vaitiare là trong Stargate SG-1, nơi bà là khách mời trong một số tập phim với tư cách là vợ của Daniel Jackson, Sha're.
Ban đầu, bà đã thử vai cho Sha'm trong Stargate, bộ phim năm 1994, nhưng cuối cùng đã thua Mili Avital. Bà đã được mời đóng vai trong loạt phim truyền hình sau Stargate SG-1 sau khi thử vai lần nữa cho cùng một phần.

## Cuộc sống cá nhân
Vaitiare Hirshon được sinh ra ở Tahiti, Polynesia thuộc Pháp. Bà là người gốc Tahiti, Cook Islander, người Anh gốc Do Thái. Mẹ bà có liên quan đến Nhà Hoàng gia Makea Karika Ariki ở Quần đảo Cook. Hậu duệ của 12 Ariki trong gia phả của bà. Bà có liên quan đến Ngài Thomas Robert Alexander Harries Davis, KBE là Thủ tướng của Quần đảo Cook.
Năm 1982 và 1990, bà là một người mẫu trẻ và bạn gái của Julio Iglesias ', sau đó bà kết hôn với đạo diễn Peter Bandera, vào năm 1994-97. Sau đó, bà có mối quan hệ với Michael Shanks, sau khi gặp anh khi làm việc cùng nhau trên Stargate SG-1, năm 1998. . Shanks và Hirshon đã có với nhau một bà con gái, Tatiana. Mối quan hệ này kết thúc vào năm 2000. Năm 2004, bà kết hôn với Edgar Asars và có một con trai. Họ ly hôn năm 2016.
Bà hiện đang sống ở Los Angeles, California với con gái và con trai. Bà điều hành ba bàng ty thời trang. Không biết bà ấy sẽ quay trở lại diễn xuất.     

bà là nhà sản xuất điều hành của bộ phim ngắn đoạt giải thưởng Far Away Place mà con gái bà viết và đạo diễn năm 18 tuổi, mang lại nhận thức về lạm dụng tình dục trẻ em.

## Đóng phim
Đây là một danh sách một phần của loạt phim / phim mà nữ diễn viên này đã tham gia. Bà đôi khi được ghi là Vaitiare Hirshon hoặc Vaitiaré. 
| Năm       | Chức vụ               | Vai trò                   | Ghi chú |
| --------- | --------------------- | ------------------------- | ------- |
| 1993      | Đã kết hôn... với con | Sonya                     |         |
| 1993      | SỨC KHỎE Acapulco     | Carmen                    |         |
| 1995      | Mục tiêu cuối cùng    | Lisa                      |         |
| 1996      | Ra khỏi màu xanh      | Tiara                     |         |
| 1996      | Giết người, bà viết   | Luisa                     |         |
| 1996      | Thái Bình Dương       | Linda Toduez              | 6 tập   |
| 1998      | Nguyên soái Hoa Kỳ    | Cây keo                   |         |
| 1997-1999 | Stargate SG-1         | Sha'm / Sha're và Amaunet | 4 tập   |